# 12시에 만납시다
이수영의 12시에 만납시다(이하 열만)는 대한민국의 방송국 기독교방송의 라디오 채널 CBS 음악FM에서 매일 낮 12시부터 오후 2시까지 방송되는 대중음악 전문 라디오 프로그램이다. 주로 1990년대부터 2010년대까지의 인기가요와 최신가요를 함께 들려주며, 월~토요일은 생방송, 일요일은 녹음방송으로 진행된다. 수도권에서는 초단파 93.9MHz, 대구광역시 전 지역, 경산, 구미, 칠곡, 성주, 고령 등을 비롯한 경상북도 일부 지역에서는 초단파 97.1MHz, 부산광역시 전 지역, 양산시 전 지역에서는 초단파 102.1MHz, 서부산에서는 초단파 105.3MHz로 청취가 가능하나, 그 외 지방과 해외의 경우 CBS 인터넷 라디오인 레인보우와 휴대전화의 레인보우 앱으로 청취할 수 있다.

## 역사
1990년 4월 2일에 첫방송되었으며, 원래는 CBS AM에서 방송되었으나, 1995년 12월 15일부터 CBS 음악FM이 개국하면서 CBS 음악FM으로 채널을 이관하여 방송하고, CBS AM에서 방송된 시기에는 1시간 방송이었으나, CBS 음악FM으로 채널을 이관한 이후부터는 2시간 방송으로 확대되어 오늘에 이르고 있다. 최화정, 장주희, 변진섭, 이매리, 김지영, 김진희, 소이, 이의정, 김정민, 유지수, 김윤주, 김필원 등 많은 사람들이 DJ를 거쳤으며, 현재는 가수 이수영이 진행하고 있다.

## 지역 프로그램
| 프로그램                 | 방송지역   | 방송국  | 진행자    |
| ------------------------ | ---------- | ------- | --------- |
| 문애란의 12시에 만납시다 | 광주광역시 | 광주CBS | 문애란 DJ |

## 주요 코너
- 열만 일기장 (월~토)

## 같이 보기
- 대중음악
- 임백천의 백뮤직 (KBS 2라디오)
- 정오의 희망곡 김신영입니다 (MBC FM4U)
- 이효주의 싱싱라디오 (BBS FM)